# Betepocs
Els Betepocs fou un dels primers grups artístics apareguts en els anys de la postguerra a Catalunya, contemporani a altres agrupacions artístiques més conegudes com a Dau al Set, els Vuit o els Blaus, però a diferència d'aquests, no tenien una ideologia definida ni van publicar cap manifest. Tan sols pretenien conviure en amistat i difondre la pintura, sense uns objectius massa clars.

## El grup
Els orígens del grup se situen el 1943 en el transcurs del curs escolar a l'Escola de Belles Arts de Barcelona. Emili Colom i Comerma, estudiant de belles arts de primer curs, va organitzar un sopar a casa seva amb altres companys de classe per a celebrar un encàrrec. Entre els convidats, Josep Maria Garrut a qui se li va acudir llavors construir un grup de pintors entre els comensals d'aquell vespre. Tots se sumaren a la idea i van fer especulacions de futur ideant campaments pictòrics, expedicions artístiques arreu del país per difondre la pintura i practicar l'esport. Així doncs, Garrut es va convertir en l'ideòleg i ànima del grup. Van crear el nom deixant-se endur per influències del dadaisme i cada membre va dir una lletra a l'atzar resultant un nom sense cap sentit concret, Betepocs.
Al sopar li succeïren tertúlies al Cafè de la Rambla els primers i tercers dijous de cada mes des de l'any 1944 fins al 1948 que es traslladaren a la tasca de les Carolines on assistiren personatges de pes com Frederic Marès i Deulovol o Ricard Opisso i Sala. Sempre eren trobades d'ambient festiu i amigable.
Les primeres activitats artístiques com a grup que realitzaren foren les anomenades Exposicions d'abans de curs. Aquestes exposicions, tot i el suport del director de l'Escola de Belles Arts de Sant Jordi, Frederic Marès, es realitzaven als tallers o domicilis dels membres del grup. Van portar a terme un total de quatre exposicions, la primera d'elles l'any 1945 al taller de Joan Rebled, en la qual s'inicià un concurs a millor pintura i millor escultura, i el guanyador era votat entre els mateixos membres del grup. Una segona exposició el 1947 amb noves incorporacions i alguna baixa, en aquesta exposició es va presentar un text de Josep Maria de la Torre, pseudònim de Josep Maria Garrut, que donava a conèixer les intencions del grup. Al mateix 1947 van fer una altra exposició on van decidir canviar el nom del grup per Grup Lucerna. Una tercera exposició el 1947 a la Sala Rovira i la darrera exposició va ser a casa de Josep Maria Garrut.
Després de les exposicions el Grup Lucerna va organitzar el que ells anomenaren Campaments Pictòrics. Aquests són segurament un dels trets més característics del grup, ja que cap altre grup de postguerra ho va fer, i és una bona mostra de l'amistat que tenien entre ells. Es van dur a terme un total de vuit campaments pictòrics per l'àmbit nacional, el primer de tots el 1946 a Viladrau i l'últim el 1957 a Conca (Castella - la Manxa).
Després del darrer campament ja no tornaren a organitzar cap altra activitat conjunta tot i que el grup no s'ha dissolt mai. Tornaren a dir-se Betepocs i continuaren l'amistat fins avui, però el grup es va anar dissolent per causes de feina i del temps.

## Membres
- Llorenç Alier
- Oriol Balmes
- Rafael Bataller
- Ramón Bech
- Tomàs Bel i Sabatés
- Emili Colom i Comerma
- Joaquim Datsira
- Ramon Folch Roca
- Jaume Escala Vallès
- Albert Ferrer
- Josep Maria Garrut
- Josep Llenas
- Josep Lloveras i Feliu
- Cándido Mateo Moral
- Joan Montcada
- Llucià Navarro i Rodón
- Manuel Ortega
- Josep Maria Puig López
- Joan Rebled
- Francesc Riera i Serra
- Rafael Rosés Rivadavia
- Jesús Ruiz-Manent
- Ricard Sala i Olivella
- Albert Sangrà